# 五十嵐美樹
五十嵐 美樹（いがらし みき、1992年〈平成4年〉3月19日 - ）は、日本のサイエンスエンターテイナーである。ワオ・エージェンシーに所属し、科学の面白さを伝える科学実験教室やサイエンスショーを開催する『科学のお姉さん』として知られる。東京都市大学教育開発機構准教授、東京大学大学院情報学環・学際情報学府客員研究員、スタディサプリ中学講座理科講師（物理学）。

## 来歴・人物
幼少期に虹の実験を見て感動し、科学に興味を持つ。
三輪田学園中学校・高等学校を卒業後、上智大学理工学部機能創造理工学科（物理学専攻）に入学し、超伝導線について「臨界電流密度を上げるための層の重ね方」を日々YBCO薄膜を作成しながら研究した。大学在学時に「ミス理系コンテスト」でグランプリとなる。大学3年時に環境省と東芝でインターンシップを経験した。セールスエンジニアを志望して東芝に入社してETCなど交通管制システムの開発に携わる。技術を次世代に伝えるため土曜と日曜日に社内の分解ワークショップに参加し、東芝未来科学館で実験教室を催す。のちに子供向け科学実験教室「みきらぼ実験教室」やサイエンスショーを全国各地で開催して講師を務める。
2015年9月30日に東芝を退職し、本格的にサイエンスエンターテイナーとして活動を始める。初めてのテレビ出演は2015年12月31日放送『ワイルド9 〜男女9人の職人漂流記〜』（テレビ朝日）で、「収録3日前にテレビ局からオファーがあった」。
2018年から東京大学大学院情報学環・学際情報学府修士課程で科学コミュニケーションを専攻し、2020年に課程を修了後に客員研究員となる。東京大学大学院科学技術インタープリター14期生として環境教育プログラムを修めた。理系女子キャリアイベントの講師として活動し、『理系女子未来創造プロジェクト』理事を務め、2018年に日産財団「第1回リカジョ賞」準グランプリを受賞する。外務省「国際女性会議WAW!」、G7・WIND特別イベント「STEM分野で輝く女性の未来」などに登壇し、アメリカでSTEM教育ワークショップを開催した。
日本国内で子ども向け実験教室やサイエンスショーを企画し、多く実演する。ヒップホップダンスを踊りながら生クリームを振りバターを作る「ダンシングバターシェイク」などの「踊るサイエンスショー」を披露する。日本テレビ『月曜から夜ふかし』の2018年6月4日、2018年7月16日、2019年2月4日、2020年5月11日各放送回で実験を監修した。2020年12月にTEDxFukuokaに登壇した。
2021年に環境省 浮体式洋上風力発電広報アンバサダーとなる。
2022年9月1日に東京都市大学人間科学部特任准教授に就く。同年、『Falling Walls Science Breakthrough of the Year 2022』サイエンスエンゲージメント部門にて、「世界の20人に選出」される。
自らを科学と社会の懸け橋として、物理と工学分野に女性が少ないことを、科学コミュニケーション領域で調査して実践する。東急ハンズ、100円ショップ、秋月電子通商、Amazonなどから調達した器材を用い、サイエンスショーで使用する器具を全て自作している。
2022年11月7日 ドイツ ベルリンで開催の国際科学コミュニケーションイベントFalling Walls Science Summit 2022にて、サーモンピンク色の着物姿で“Dancing Science Show: Breaking the Wall between STEM and Dance”を披露した。
2024年3月19日 学生約20名と教育を学びにオーストラリアに渡航。2週間滞在。
2024年4月1日に国立青少年教育振興機構アンバサダーとなる。
2024年5月31日に国立研究開発法人 科学技術振興機構(JST) サイエンスアゴラ2024推進委員となる。
2025年1月26日に第1回WOMAN's VALUE AWARD~リケジョ応援~(個人部門)を受賞。
2025年1月27日に一般社団法人 日本物理学会アンバサダーとなる。
2025年3月19日に自身のX(旧ツイッター)を通じて入籍したことを発表した。
2025年5月19日 イギリス ロンドンに渡航。王立研究所、マンチェスター大学を訪れた。
2025年6月27日 内閣府男女共同参画局『令和7年度女性のチャレンジ賞』を受賞。
2025年8月17日 大阪関西万博を訪れた。「エンタングル•モーメント」にて開催された日本物理学会主催「物理かるた大会」に出席。

## 出演

### テレビ
- ニッポンダンディ (TOKYO MX)  - 2013年10月7日
- ジェネレーション天国（フジテレビ）- 2014年1月20日
- 恋愛総選挙（フジテレビ）- 2014年5月14日
- ワイルド9 〜男女9人の職人漂流記〜（テレビ朝日）- 2015年12月31日
- やりすぎ!ピンポン代行社（テレビ朝日）- 2016年5月1日
- 今から、西野アナが行きますんで〜頑張る美女を歌で応援します〜（テレビ東京）- 2017年11月21日
- 吉田山田のドレミファイル（テレビ神奈川）- 2018年7月7日
- ラスト平成夏休み！究極の自由研究発表SP (TBS) - 2018年8月5日
- 取扱注意人物 スターの種か？デンジャーか？（テレビ朝日）[いつ?]
- 本能Z（CBCテレビ）- 2018年9月26日
- 第2企画工場（テレビ朝日）- 2018年10月10日
- 取扱注意人物 スターの種か？デンジャーか？（テレビ朝日）- 2018年10月11日
- 東大王 (TBS) - 2018年10月24日
- 天才てれびくんYOU（NHK教育）- 2018年11月6日、2019年10月17日
- 有田哲平の夢なら醒めないで (TBS) - 2018年11月27日
- カミヒトエ! 直前スペシャル（テレビ朝日）- 2018年12月31日
- お願い!ランキング（テレビ朝日）- 2019年1月5日・2019年1月10日・2019年1月15日
- アオハル (青春) TV（フジテレビ）- 2019年2月10日・2019年4月14日
- ありえへん∞世界（テレビ東京）- 2019年2月12日
- ポルポ（テレビ朝日）- 2019年2月17日・2019年2月24日・2019年3月24日
- くりぃむクイズ ミラクル9（テレビ朝日）- 2019年2月27日
- この差って何ですか? (TBS) - 2019年3月19日・2019年5月28日・2019年6月4日
- 教えてもらう前と後（毎日放送）- 2019年4月16日
- そんなコト考えた事なかったクイズ!トリニクって何の肉!?（朝日放送）- 2019年5月7日からレギュラー出演
- 100TAINER（中京テレビ放送）- 2019年5月8日
- 所さんの目がテン!（日本テレビ）- 2019年7月28日
- 月曜から夜ふかし（日本テレビ）- 2019年8月6日
- 生放送クイズバトル リモコンWARS（NHK総合）- 2019年8月13日
- 八代亜紀いい歌いい話 (BS11) - 2019年8月22日
- バラいろダンディ (TOKYO MX) - 2019年7月17日、2019年8月30日、2019年9月17日
- ポケモンの家あつまる?（テレビ東京）- 2019年10月27日、2020年1月12日
- オトナ女子ストーリーズ (BS-TBS) - 2019年12月15日
- リア突WEST（朝日放送）- 2021年3月6日
- 関ジャニ∞クロニクルF（フジテレビ）- 2021年3月15日
- NHK高校講座「化学基礎」（NHK教育）- 2021年4月7日～2022年2月23日
- 沼にハマってきいてみた（NHK教育）- 2021年10月4日
- 世界一受けたい授業（日本テレビ）- 2021年11月27日
- THE TIME, (TBS) - 2021年12月24日[33]
- 審査員長・松本人志 (TBS) - 2022年4月28日
- ひるおび (TBS) - 2022年8月10日
- OCHA NORMAの お茶の間さまの言うとおり (BSJapanext) - 2022年8月11日、8月18日
- スクール革命!（日本テレビ）- 2022年11月13日
- できる？できない？（日本テレビ）- 2023年1月10日
- 所さん!事件ですよ（NHK）- 2023年3月2日
- 太田光のつぶやき英語（NHK教育）- 2023年4月8日
- 専門家の意見が真っ二つ！どうなるでSHOW（TBS）- 2023年7月8日
- 四大化計画 （NHK）- 2023年11月23日
- 超ホームメイド家族（TBS）- 2024年6月3日
- ゆ〜わくワイド（テレビ大分）- 2024年10月4日
- かぼすタイム（大分放送）- 2024年10月５日
- れじゃぐる（大分朝日放送）- 2024年10月5日
- NHK短歌（NHK教育）- 2025年8月17日

### ネットテレビ
- 篠崎愛の初体験ラボ アブナイ生検証バラエティー (AbemaTV) - 2016年5月25日・2016年10月12日
- 芸能（秘）チャンネル (AbemaTV) - 2016年6月28日
- りゅうちぇる×ちゃんねる (AbemaTV) - 2017年4月28日
- 劇団さまぁ~ず (GYAO!) - 桃太郎の嫁 役

### ラジオ
- 出会いの渋谷（渋谷のラジオ）- 2016年7月19日・2016年8月31日
- 高松雪乃のはちゅめまして!! (WALLOP)  - 2016年10月19日
- Tresen（FMヨコハマ）- 2017年7月29日
- The J-Pop Exchange（米国 WVCR88.3FM）- 2018年4月28日
- 伊集院光とらじおと（TBSラジオ）- 2019年5月15日
- おーたPの部屋（渋谷クロスFM）- 2020年4月2日
- たまむすび（TBSラジオ）- 2021年5月6日
- Smile SUMMIT (NACK5)  - 2021年8月5日
- 番組争奪フェスティバル2021 日常科学バラエティ ヌルっとScience～ヌルサイ～ (NACK5) - 2021年8月8日
- エシカルWAVE for SDGs（ラジオ日本）- 2021年10月4日・11日
- キラスタ (NACK5) - 2022年03月29日
- アシタノカレッジ（TBSラジオ）- 2022年03月31日、8月4日
- Smile SUMMIT (NACK5) - 2022年4月25日～2022年4月28日
- 脱力系音楽バラエティ「お坊さんミュージック」（TBSラジオ ） - 2022年5月8日、2023年5月8日
- オーステッド presents Green future for all（エフエム東京）- 2022年10月13日
- 志の輔ラジオ 落語DEデート（文化放送）- 2022年10月16日
- アシタノカレッジ（TBSラジオ）ドイツ ベルリンから生出演 - 2022年11月8日
- アシタノカレッジ（TBSラジオ）Buddyとして出演 - 2022年12月6日、2023年1月3日、1月17日、1月31日、2月14日、3月28日、4月11日、4月25日、5月9日、5月23日、6月6日、6月20日、7月4日、7月18日、8月1日 パーソナリティとして出演 - 2023年8月8日[34][35]、8月15日、8月29日、9月12日、9月26日
- おとなりさん（文化放送）- 2023年8月14日
- Smile SUMMIT (NACK5) パーソナリティとして出演 - 2023年9月18日
- Apollostation Drive Discovery PRESS（エフエム東京）- 2023年9月24日、10月1日
- ドタバタ科学ラジオ（Spotify Japan）- 2023年10月23日 - 、(毎週月曜)
- FUTURESCAPE（FMヨコハマ）- 2024年4月20日
- 阿部亮のNGO世界一周！（ニッポン放送）- 2024年8月12日
- Oita Sunset Groove（エフエム大分）- 2024年10月4日
- 風は虹色（大分放送ラジオ）- 2024年10月4日
- MOTIVE!!（BAYFM）- 2024年11月1日
- ENEOS FOR OUR EARTH -ONE BY ONE- (J-WAVE) - 2025年5月10日、5月17日

## 掲載・連載
- 理系女子応援サービスRikejo（講談社）『科学戦士「ミギネジ」の悪キャラの倒し方』（2020年3月2日から）
- 子供の科学（誠文堂新光社）- 2020年2月号 表紙・特集
- アスキーキッズ『子供と一緒に楽しむ3分科学』（2018年2月26日から）
- Forbes JAPAN - 2023年06月号 No.106 SELF-MADE WOMEN（インタビュー記事掲載）
- Voice（PHP研究所） - 2024年4月号（サイエンスショー等の活動について掲載）
- 小学一年生（小学館）- 2025年9•10月号（実験•工作特集等掲載）

## 著書

### 単著
- 『親子でおもしろ実験！　科学戦士「ミギネジ」の悪キャラの倒し方』フォレスト出版、2021年6月。ISBN 978-4-86680-129-2。
- 『ドキドキするほど面白い！　文系もハマる科学』青春出版社〈青春新書プレイブックス〉、2022年1月。ISBN 978-4-413-21189-5。
- 『おうちサイエンス - 自宅が研究室になる！　今日から君は研究者！-』ワニブックス、2022年7月。ISBN 978-4-8470-7213-0。
- 『わたし、サイエンスエンターテイナーになる！』WAVE出版、2024年10月。ISBN 978-4-86621-490-0。

### 監修
- 『ラボ１ 虹色変換めがね・スーパーボール・磁石と電池のおもちゃ ほか』金の星社、2023年7月。ISBN 978-4-323-05240-3。
- 『ラボ２ レインボージュース・プラダンカー・風力発電装置 ほか』金の星社、2023年8月。ISBN 978-4-323-05241-0。
- ソ・ジウォン『超能力少年カガクくん①電気人間の誕生！　編　科学の知識で世界を救え！』主婦と生活社〈科学童話シリーズ〉、2025年3月。ISBN 978-4-391-16295-0。
- ソ・ジウォン『超能力少年カガクくん②エネルギーの超能力が目覚める！　編　科学の知識で世界を救え！』主婦と生活社〈科学童話シリーズ〉、2025年3月。ISBN 978-4-391-16294-3。
- ソ・ジウォン『超能力少年カガクくん③においの秘密を解き明かす！　編　科学の知識で世界を救え！』主婦と生活社〈科学童話シリーズ〉、2025年3月。ISBN 978-4-391-16296-7。